# Rochlov
Rochlov település Csehországban, a Észak-plzeňi járásban. Rochlov Blatnice, Kbelany, Nýřany és Přehýšov településekkel határos. Lakosainak száma 310 fő (2024. január 1.).

## Népesség
A település lakosságának változását az alábbi diagram mutatja:
| Lakosok száma | 328  | 664  | 569  | 391  | 303  | 250  | 268  | 301  | 287  | 310  |
|               | 1869 | 1900 | 1921 | 1961 | 1980 | 2011 | 2016 | 2019 | 2021 | 2024 |